# Infected Mushroom
Infected Mushroom (en español "Hongo Infectado") es un dúo israelí de trance psicodélico formado en Kiryat Yam en 1996 por los DJ y productores Erez Aizen y Amit Duvdevani. Son uno de los artistas israelíes más vendidos, tanto nacional como internacionalmente.

## Integrantes
Formada por Erez Aizen y Amit Duvdevani (Duvdev) en el año 1996.

### Biografía de los integrantes
Erez Aizen nace en 1980, tiene como base musical la música clásica. Aprende a tocar el órgano a la edad de 4 años, aunque todavía jugaba con las teclas. A los 11 años se aficionó por los ordenadores, lo que causó gran frenesí durante toda su vida.
En plena adolescencia, Aizen es invitado por Avi Nissim para conocer Ibiza, sube por primera vez a un avión que lo acerca a la famosa isla y al amanecer de su cumpleaños toca ante 1000 invitados en una playa paradisíaca. Al poco tiempo uniéndose a DJ Jörg forman Shiva Shidapu. Se produjeron tres álbumes y muchos más bajo el nombre del grupo. En esos instantes todavía no conocía a Amit Duvdevani (Duvdev), paralelamente publica sus propios temas con el nombre de I-Zen. Todavía colabora en algunos junto con Yahel y otros músicos (Goa Gil y Simon Postford).
Amit Duvdevani nace en 1974, sus comienzos son parecidos a los de su compañero Erez Aizen. Tocó el piano a los 9 años. Se interesó por el new wave/punk rock. Formó parte de una banda local cercana a Haifa, llamada Enzyme, donde tocaba el órgano y escribía la mayoría de las letras de sus temas.
Pasado un tiempo Duvdev tocó en una banda punk rock llamada Infected Mushroom. Su primera experiencia en una trance party fue en el año 1991, poco antes de ir al ejército. Influyó mucho en su vida esa experiencia trance, tanto que desde entonces solamente piensa en la música electrónica.
Tras un año en la India, decide hacer música por su cuenta. En principio trabaja con Roy Sasson, componente de la banda Shidapu, en cuatro temas que no llegarían a salir a la luz. Después se unió a Erez y comenzaron sus proyectos juntos.

## Historia

### Comienzos

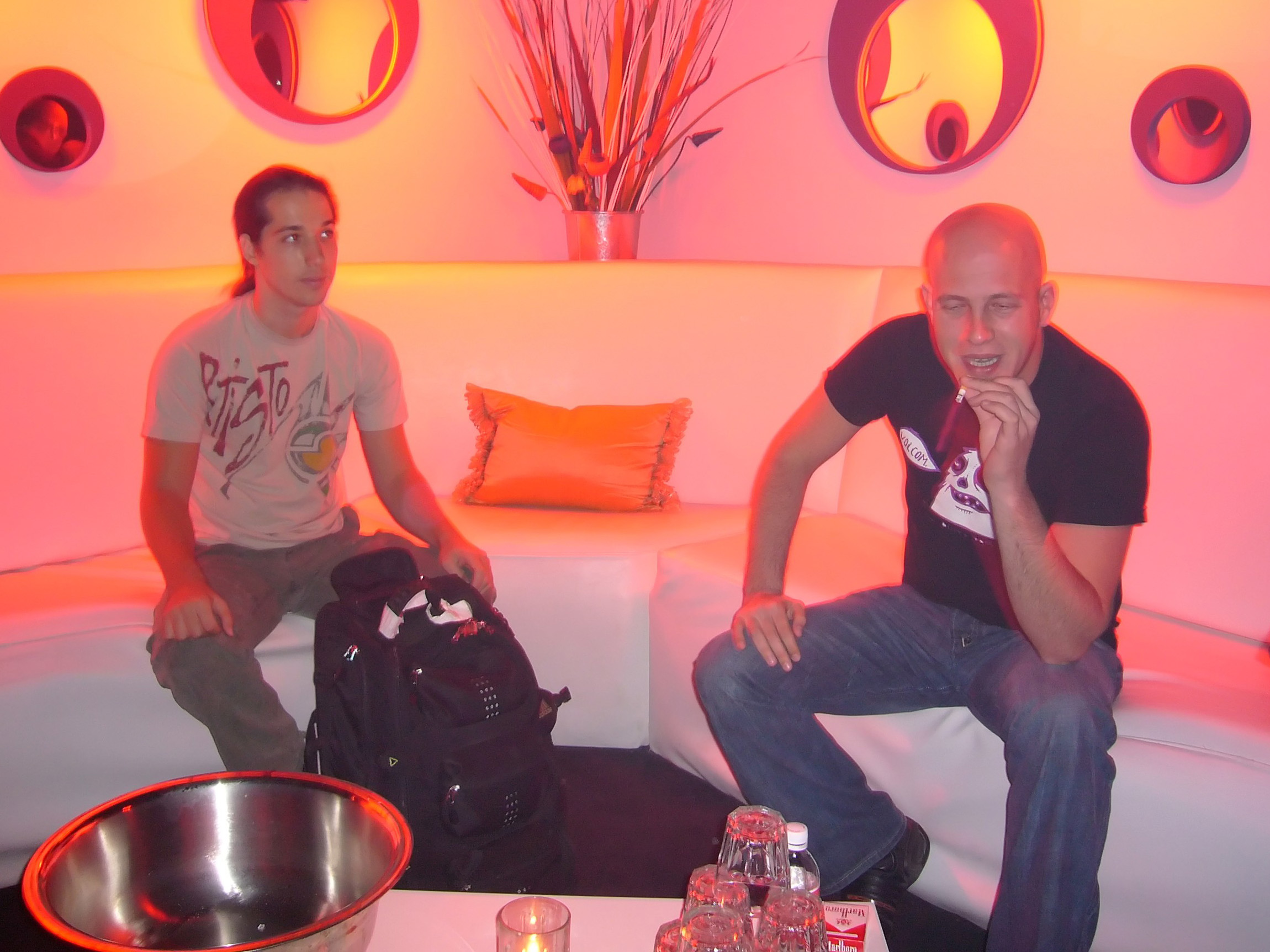
Infected Mushroom en agosto de 2006

Erez y Duvdev sacaron varios temas como Shidapu & Duvdev. Comenzaron a investigar nuevas formas musicales entremezclando temas suaves y chillantes e intensos hasta llegar a lo que son conocidos hoy Infected Mushroom.
Este dúo ha impactado al mundo entero con varios álbumes que han tocado hondo en los escenarios electrónicos mundiales. El disco The Gathering ocupó uno de los primeros lugares de “most played trance álbum” (álbum trance más tocado) el mejor inicio que puede pedir cualquier banda que se inicia en cualquier tipo de música.
Infected Mushroom evoluciona con el tiempo, desde su primer álbum The Gathering, algo que tenían ganas de hacer y les salió genial, publicando a continuación Classical Mushroom, después su tercer álbum B.P.Empire, siguiendo con el completo Converting Vegetarians y terminando de momento con el IM the Supervisor. Ahora pasan por una etapa de relajación estudiando nuevas músicas para adquirir conocimientos y aplicarlo a su estilo, por ejemplo letras y cosas parecidas, aunque su finalidad es seguir haciendo música electrónica y terminando en esaE línea más que como banda de trance.
En el año 2004, el grupo deja las afueras de Haifa para instalarse en Los Ángeles, con el fin de acercarse a su público más numeroso (en América del Sur y en América del Norte), y para realizar un nuevo álbum en un estudio más equipado.

### Dim Mak Records
En 2012 el dúo israelí comienza una nueva etapa con sello discográfico Dim Mak de Steve Aoki y se acercan al sonido dubstep en algunas de sus canciones, en mayo lanzan el primer álbum con su nueva discográfica titulado Army of Mushrooms que incluye canciones como "Nation of Wusses" o "U R So Fucked".[cita requerida]

### Monstercat
En 2017 firmaron con el sello discográfico independiente Monstercat y lanzaron su primer sencillo con la compañía canadiense el 24 de noviembre del mismo año alcanzando 14 millones de visualizaciones en YouTube. Al año siguiente, el dúo lanzó su segunda canción bajo este sello. Walking On The Moon que se añadió como banda sonora para el videojuego Rocket League de Psyonix.
El 12 de diciembre de 2018 lanzaron su primer álbum con su nueva discográfica llamado Head of NASA and the 2 Amish Boys. Este álbum incluía colaboraciones con Bliss, Tuna, Miyavi y A-WA.
El 4 de julio de 2019 lanzaron Kababies para celebrar el octavo aniversario de Monstercat.
A finales del mismo año, en una entrevista, confirmaron que tenían listo su próximo álbum que saldría en febrero de 2020 a través del sello canadiense y contará con 9 pistas con colaboraciones con Astrix, Bliss, Freedom Fighters, White Noise y Mr. Bill.

## Discografía
- The Gathering (1999)
- Classical Mushroom (2000)
- B.P.Empire (2001)
- Converting Vegetarians (2003)
- IM the Supervisor (2004)
- Vicious Delicious (2007)
- Legend of the Black Shawarma (2009)
- Army of Mushrooms (2012)
- Converting Vegetarians II (2015)
- Retun to the Sauce (2017)
- Head of NASA and the 2 Amish Boys (2018)
- More Than Just a Name (2020)
- Shroomeez (2021)
- IM25 (2022)
- REBORN (2024)

## Ranking Djmag
| DJ                | 2005 | 2006 | 2007 | 2008 | 2009 | 2010 | 2011 | 2012 | 2013 | 2014 | 2015 | 2016 | 2017 |
| ----------------- | ---- | ---- | ---- | ---- | ---- | ---- | ---- | ---- | ---- | ---- | ---- | ---- | ---- |
| Infected Mushroom | 26°  | 12°  | 9°   | 10°  | 12°  | 13°  | 21°  | 43°  | 53°  | 49°  | 112° | 95°  | 120° |